# 渋谷アーチェリー
渋谷アーチェリーは、1972年に前身となる丸の内アーチェリー・センターとして、東京都世田谷区に本社を持つ安井インターテック株式会社のアーチェリー事業部として創業された。1973年に拠点を渋谷に移転し渋谷アーチェリーに改名。2017年4月にアーチェリー事業部が分社化し、渋谷アーチェリー株式会社となる。現在は、東京都世田谷区池尻で本社・店舗を構える。

## 沿革
- 1952年 - 安井貿易株式会社（後の安井インターテック株式会社）設立（東京都千代田区丸の内）
- 1972年 - 丸の内アーチェリー・センターとしてアーチェリー事業部立ち上げ
- 1973年 - 渋谷移転に伴い丸の内アーチェリー・センターから渋谷アーチェリーに改名
- 1975年
  - アーチェリー用品の一部自社製造を開始
  - スーパーサイト(DXサイト)発売開始
- 1977年 - 渋谷スーパーVバー、スーパーTFC発売
- 1978年
  - 渋谷スーパーRサイト発売
  - 渋谷スーパープランジャー発売
- 1979年
  - 渋谷 AR-10サイト発売
  - 渋谷 AR-10サイト使用したダレル・ペイス選手（USA）が渋谷製品として初めての世界記録樹立
- 1980年
  - 新宿駅南口に新宿店をオープンし、2店舗展開開始
  - 渋谷クリッカープレート発売
- 1981年
  - 渋谷カーボンセンターロッドGS発売
  - 渋谷FT-10、DXプランジャー、アルミ製スーパーEXロッド発売
- 1983年 - 渋谷フィルムベイン発売
- 1984年 - シブヤRX-10カーボンサイト販売
- 1989年
  - シブヤRXサイト発売
  - シブヤRX-965サイト発売
- 1990年 - シブヤセンタースタビライザー 小次郎、シブヤサイドロッド 武蔵発売
- 1991年 - エクステンダーロッド 小次郎発売
- 1993年 - シブヤボウスタンド発売
- 1994年 - 第1回ソウル国際大会に於いてハン・スンフン選手（韓国）が30ｍで360点の世界記録樹立、シブヤRX-965サイト使用。
- 1995年
  - 新宿店が東京プラザビルへ移転
  - シブヤボウスタンドがグッドデザイン賞受賞[1]
- 1996年 11月 - 渋谷店が新宿店に統合しリニューアルオープン
- 1997年 - シブヤDUAL TUBE発売
- 1998年 - 
  - シブヤ総合カタログNo.1発行
  - シブヤ3Wayバック発売
- 1999年 - シブヤ デュアル・クリックサイト発売
- 2000年
  - 渋谷アーチェリーHP開設
  - シブヤウルトラライトSA発売
- 2003年 3月 - 新宿店移転リニューアルに伴い、ブランドロゴを現在のロゴ（ゴールドアーク）へ移行
- 2005年
  - SHIBUYA ULTIMAサイト発売
  - SHIBUYA SS スタビライザー発売
  - SHIBUYA ULTIMAVバー発売
- 2006年
  - SHIBUYA SSVバー発売
  - SHIBUYA RBT-1000EX発売
- 2006年 2月 - 山梨県甲府市に商品センター設立
- 2009年
  - SHIBUYA 29mmコンパウンドスコープ発売
  - SHIBUYA ULTIMAレスト発売
- 2010年 - SHIBUYA ULTIMA CPX サイト発売（コンパウンド用サイト）
- 2010年 11月8日 - 渋谷アーチェリー秋葉原店オープン
- 2011年 - SHIBUYA カルノVバー発売
- 2011年 12月1日 - 渋谷アーチェリー新宿店が移転によりリニューアルオープン
- 2012年 8月1日
  - 渋谷アーチェリー初のネットショップである渋谷アーチェリーONLINEオープン
  - 渋谷アーチェリーHPリニューアル（PRODUCT、PROSHOP、ONLINE）
- 2012年 11月20日- 渋谷アーチェリー秋葉原店閉店
- 2012年 12月1日 - 新宿店と秋葉原店統合によって新宿店リニューアルオープン
- 2013年 - SHIBUYA カルノスタビライザー発売
- 2016年 4月 - SHIBUYA 中空エクステンション 発売
- 2017年 2月 - SHIBUYA アルティマⅡRCサイト 発売
- 2017年 4月3日 - 安井インターテック株式会社から分社し、渋谷アーチェリー株式会社となる
- 2018年 4月 - SHIBUYA TRANSPORTER 56.5L 発売
- 2019年 1月
  - 新ブランド【ULTIMA】立ち上げ　
  - SHIBUYA アルティマCPXⅡサイト 発売
- 2020年 1月 - 下記5製品を発表
  - SHIBUYA ULTIMA RC PRO
  - SHIBUYA ULITMA MZSスタビライザー
  - SHIBUYA ULTIMA エクステンダー
  - SHIBUYA ULTIMA OKULUS スコープ
  - SHIBUYA ULTIMA マグニファイヤ
- 2020年 7月 - 渋谷アーチェリー新宿店が世田谷区池尻の自社ビルへ移転し、世田谷店としてリニューアルオープン
- 2021年 - SHIBUYA CP PRO 発売

## 主な製品

### 使用選手
古川高晴 2012年ロンドンオリンピック男子個人 銀メダル 近畿大学卒業
早川浪 2007年世界室内選手権優勝（トルコ）　北京五輪個人6位入賞日本体育大学卒業
早川漣　2012年ロンドンオリンピック女子団体　銅メダル　早川浪の妹日本体育大学卒業
蟹江美貴 2012年ロンドンオリンピック女子団体　銅メダル近畿大学卒業
川中香緖里 2012年ロンドンオリンピック女子団体　銅メダル近畿大学在学中
菊地栄樹 2014年ワールドカップ第1戦 上海大会男子個人金メダル 2012年ロンドンオリンピック男子日本代表 近畿大学卒業
奇甫倍（キ・ボーベ） 2012年ロンドンオリンピック女子個人・団体金メダル

## 製品を使用した世界記録・大会結果

### 世界記録

#### 男子リカーブアウトドアターゲット
| 種目                 | 名前              | 国籍 | 点数    | 年     |
| -------------------- | ----------------- | ---- | ------- | ------ |
| 90ｍ                 | JANG, Yong-Ho     | KOR  | 337     | 2003年 |
| 70m                  | CHOI, Young-kwang | KOR  | 347     | 2002年 |
| 30m                  | KYE, Dong-hyun    | KOR  | 360/17X | 2002年 |
| 18 Arr. Elim.Match   | JANG, Yong-Ho     | KOR  | 177     | 2001年 |
| 36 Arr. Finals Total | PAEK, Jong-Min    | KOR  | 346     | 2001年 |
| 144 Arr. FITA Round  | OH, Kyo-Moon      | KOR  | 1379    | 2000年 |
| 50m                  | KIM, Kyung-Ho     | KOR  | 351     | 1997年 |
| 70m Round (72 Arr.)  | SHIM, Young-Sung  | KOR  | 685     | 1995年 |
| 12 Arr. Final Match  | PARK, Kyung-Mo    | KOR  | 119     | 1993年 |

#### 女子リカーブアウトドアターゲット
| 種目                 | 名前            | 国籍 | 点数    | 年     |
| -------------------- | --------------- | ---- | ------- | ------ |
| 144 Arr. FITA Round  | PARK, Sung-Hyun | KOR  | 1405    | 2004年 |
| 70m                  | PARK, Sung-Hyun | KOR  | 351     | 2004年 |
| 60m                  | KIM, Yu-Mi      | KOR  | 351     | 2004年 |
| 50m                  | PARK, Sung-Hyun | KOR  | 350     | 2003年 |
| 30m                  | Yun, Mi-Jin     | KOR  | 360/15X | 2004年 |
| 12 Arr. Final Match  | SONG, Mi-Jin    | KOR  | 118     | 2001年 |
| 36 Arr. Finals Total | CHOI, Nam-Ok    | KOR  | 345     | 2000年 |
| 60m                  | KIM, Jo-Soon    | KOR  | 350     | 1998年 |
| 18 Arr. Elim.Match   | KIM, Won-Jeong  | KOR  | 175     | 1998年 |

#### 男子コンパウンドアウトドアターゲット
| 種目                 | 名前           | 国籍 | 点数 | 年     |
| -------------------- | -------------- | ---- | ---- | ------ |
| 50m                  | COUSINS, Dave  | USA  | 356  | 2001年 |
| 12 Arr. Final Match  | COUSINS, Dave  | USA  | 347  | 2000年 |
| 36 Arr. Finals Total | COUSINS, Dave  | USA  | 358  | 2000年 |
| 144 FITA Round       | FREEMAN, Clint | USA  | 1407 | 1998年 |
| 90m                  | FREEMAN, Clint | AUS  | 347  | 1998年 |

#### 男子コンパウンドインドアターゲット
| 種目    | 名前          | 国籍 | 点数 | 年     |
| ------- | ------------- | ---- | ---- | ------ |
| 2 x 25m | COUSINS, Dave | USA  | 595  | 2000年 |
| 2 x 18m | COUSINS, Dave | USA  | 598  | 1999年 |

### オリンピックメダル数
| 種目     | 大会             | メダル | 年     |
| -------- | ---------------- | ------ | ------ |
| 男子個人 | ロンドン大会     | 銀     | 2012年 |
| 男子個人 | ロンドン大会     | 銅     | 2012年 |
| 男子個人 | 北京大会         | 銀     | 2008年 |
| 男子個人 | アテネ大会       | 銀     | 2004年 |
| 男子個人 | アトランタ大会   | 銀     | 1996年 |
| 男子個人 | バルセロナ大会   | 銀     | 1992年 |
| 男子個人 | ソウル大会       | 銀     | 1988年 |
| 男子個人 | ロサンゼルス大会 | 金     | 1984年 |
| 男子個人 | ロサンゼルス大会 | 銀     | 1984年 |
| 男子団体 | ロンドン大会     | 銅     | 2012年 |
| 男子団体 | 北京大会         | 金     | 2008年 |
| 男子団体 | 北京大会         | 銀     | 2008年 |
| 男子団体 | 北京大会         | 銅     | 2008年 |
| 男子団体 | アテネ大会       | 金     | 2004年 |
| 男子団体 | アテネ大会       | 銀     | 2004年 |
| 男子団体 | アテネ大会       | 銅     | 2004年 |
| 男子団体 | シドニー大会     | 金     | 2000年 |
| 男子団体 | アトランタ大会   | 銀     | 1996年 |
| 男子団体 | ソウル大会       | 金     | 1988年 |
| 女子個人 | ロンドン大会     | 金     | 2012年 |
| 女子個人 | ロンドン大会     | 銀     | 2012年 |
| 女子個人 | ロンドン大会     | 銅     | 2012年 |
| 女子個人 | 北京大会         | 金     | 2008年 |
| 女子個人 | 北京大会         | 銀     | 2008年 |
| 女子個人 | 北京大会         | 銅     | 2008年 |
| 女子個人 | アテネ大会       | 金     | 2004年 |
| 女子個人 | アテネ大会       | 銀     | 2004年 |
| 女子個人 | アテネ大会       | 銅     | 2004年 |
| 女子個人 | シドニー大会     | 金     | 2000年 |
| 女子個人 | シドニー大会     | 銀     | 2000年 |
| 女子個人 | シドニー大会     | 銅     | 2000年 |
| 女子個人 | アトランタ大会   | 金     | 1996年 |
| 女子個人 | バルセロナ大会   | 金     | 1992年 |
| 女子個人 | バルセロナ大会   | 銀     | 1992年 |
| 女子個人 | バルセロナ大会   | 銅     | 1992年 |
| 女子個人 | ソウル大会       | 金     | 1988年 |
| 女子個人 | ソウル大会       | 銀     | 1988年 |
| 女子個人 | ソウル大会       | 銅     | 1988年 |
| 女子個人 | ロサンゼルス大会 | 金     | 1984年 |
| 女子団体 | ロンドン大会     | 金     | 2012年 |
| 女子団体 | ロンドン大会     | 銀     | 2012年 |
| 女子団体 | ロンドン大会     | 銅     | 2012年 |
| 女子団体 | 北京大会         | 金     | 2008年 |
| 女子団体 | 北京大会         | 銀     | 2008年 |
| 女子団体 | 北京大会         | 銅     | 2008年 |
| 女子団体 | アテネ大会       | 金     | 2004年 |
| 女子団体 | アテネ大会       | 銀     | 2004年 |
| 女子団体 | アテネ大会       | 銅     | 2004年 |
| 女子団体 | シドニー大会     | 金     | 2000年 |
| 女子団体 | アトランタ大会   | 銀     | 1996年 |
| 女子団体 | バルセロナ大会   | 金     | 1992年 |
| 女子団体 | ソウル大会       | 金     | 1988年 |

## 関連会社
グループ会社：安井インターテック株式会社

英文社名：YASUI & CO.

設立：1952年8月12日（安井貿易株式会社）
代表取締役 安井 深作
【事業内容】

宝飾加工機器、精密金属加工機器の製造販売

輸出入精密研磨、研削装置の輸入販売